# Слаштен
Сла́штен (болг. Слащен) — село в Благоєвградській області Болгарії. Входить до складу общини Сатовча.

## Населення
За даними перепису населення 2011 року у селі проживали 1879 осіб.
Національний склад населення села:
| Національність   | Кількість осіб | Відсоток |
| ---------------- | -------------- | -------- |
| болгари          | 500            | 95,2%    |
| турки            | 5              | 1,0%     |
| цигани           | 0              | 0%       |
| інша             | 3              | 0,6%     |
| не визначились   | 17             | 3,2%     |
| Всього відповіли | 525            |          |

Розподіл населення за віком у 2011 році:
Динаміка населення: